# Собака, яка вміла співати
«Собака, яка вміла співати» («Suns kurš prata dziedāt») — радянський двосерійний телефільм 1991 року, знятий режисером Адою Неретнієце на кіностудії.

## Сюжет
Телефільм за оповіданням Джека Лондона «Майкл, брат Джеррі» про дружбу людини та собаки. Багато пригод випало на долю красивого пса на прізвисько Майкл. Його багато разів крали і продавали, він жив і в добрих, і в жорстоких господарів, і навіть виступав на арені цирку. І ось, під час своїх нелегких поневірянь, Майкл потрапляє в руки до самотнього моряка Дага, який, ризикуючи втратити роботу, бере собаку із собою.

## У ролях
- Юрій Червоткін — Даг
- Мераб Гарсеванішвілі — Колліні
- Ріхард Церіньш — Джонні
- Юрій Муравицький — Гаррі Дель Мар
- Андрій Ільїн — Девіс
- Наталія Леснікова — Джейн
- Регіна Разума — Інгрід Кенон
- Петеріс Гаудіньш — Ларс Кенон
- Карліс Зушманіс — боцман
- Ромуалдс Анцанс — капітан
- Арнолдс Осіс — Фред
- Гунар Каткевич — господар цирку
- Ілзе Ваздіка — пані Таурі
- Юріс Леяскалнс — господар шинку
- В'ячеслав Богачов — епізод
- Каспарс Пуце — батько хлопчика
- Айварс Богданович — Отто
- Юріс Рійнієкс — епізод
- Едгар Сукурс — епізод
- А. Бурілов — епізод
- Яніс Зенне — епізод
- П. Огнєв — епізод
- Арно Упенієкс — відвідувач шинку
- Яніс Штуцеріс — епізод
- Володимир Чепуров — матрос
- Каріна Петрова — дівчинка на кораблі
- Едуард Пуце — хлопчик на кораблі

## Знімальна група
- Режисер — Ада Неретнієце
- Сценарист — Анатолій Козак
- Оператори — Харійс Кукелс, Едіте Вантере
- Композитор — Іварс Вігнерс
- Художник — Гунар Земгалс